# Pogórska Wola
Pogórska Wola – wieś w Polsce, położona w województwie małopolskim, w powiecie tarnowskim, w gminie Skrzyszów. Miejscowość leży przy drodze krajowej nr 94 około 12 kilometrów na wschód od centrum Tarnowa.
| SIMC    | Nazwa (Nazwa alternatywna) | Rodzaj    |
| ------- | -------------------------- | --------- |
| 0830374 | Kobylarnia                 | część wsi |
| 0830380 | Podgórz (Pogórz)           | część wsi |
| 0830397 | Poszkle (Pośkle)           | część wsi |
| 0830405 | Wielkie Pole               | część wsi |
| 0830411 | Żurawiniec                 | część wsi |

## Historia
W Pogórskiej Woli Niemcy dokonywali w czasie II wojny światowej masowych rozstrzeliwań Polaków, w szczególności więźniów tarnowskiego więzienia. 12 września 1941 roku rozstrzelano tu narciarkę i kurierkę ZWZ-AK, Helenę Marusarzówną. Obecnie na tym miejscu znajduje się pomnik autorstwa tarnowskiego plastyka Anatola Drwala.
W latach 1954-1961 wieś była siedzibą gromady Pogórska Wola, po jej zniesieniu w gromadzie Skrzyszów. W latach 1975–1998 Pogórska Wola administracyjnie należała do województwa tarnowskiego.

## Zabytki
Obiekty wpisane do rejestru zabytków nieruchomych województwa małopolskiego.
- Cmentarz wojenny nr 206;
- Kościół parafialny pw. św. Józefa.
W Pogórskiej Woli znajduje się drewniany kościół pw. św. Józefa, zbudowany w 1778 roku jako kaplica św. Mikołaja przy dworze ówczesnych właścicieli wsi: Mikołaja i Józefa Siedleckich. Od 1925 roku pełni funkcje kościoła parafialnego nowo utworzonej parafii w Pogórskiej Woli, a w 1932 roku przeniesiono go w obecne miejsce i powiększono poprzez przedłużenie nawy, dobudowanie wieży i krucht bocznych, jednocześnie zmieniając wezwanie kościoła[9].

## Galeria zdjęć

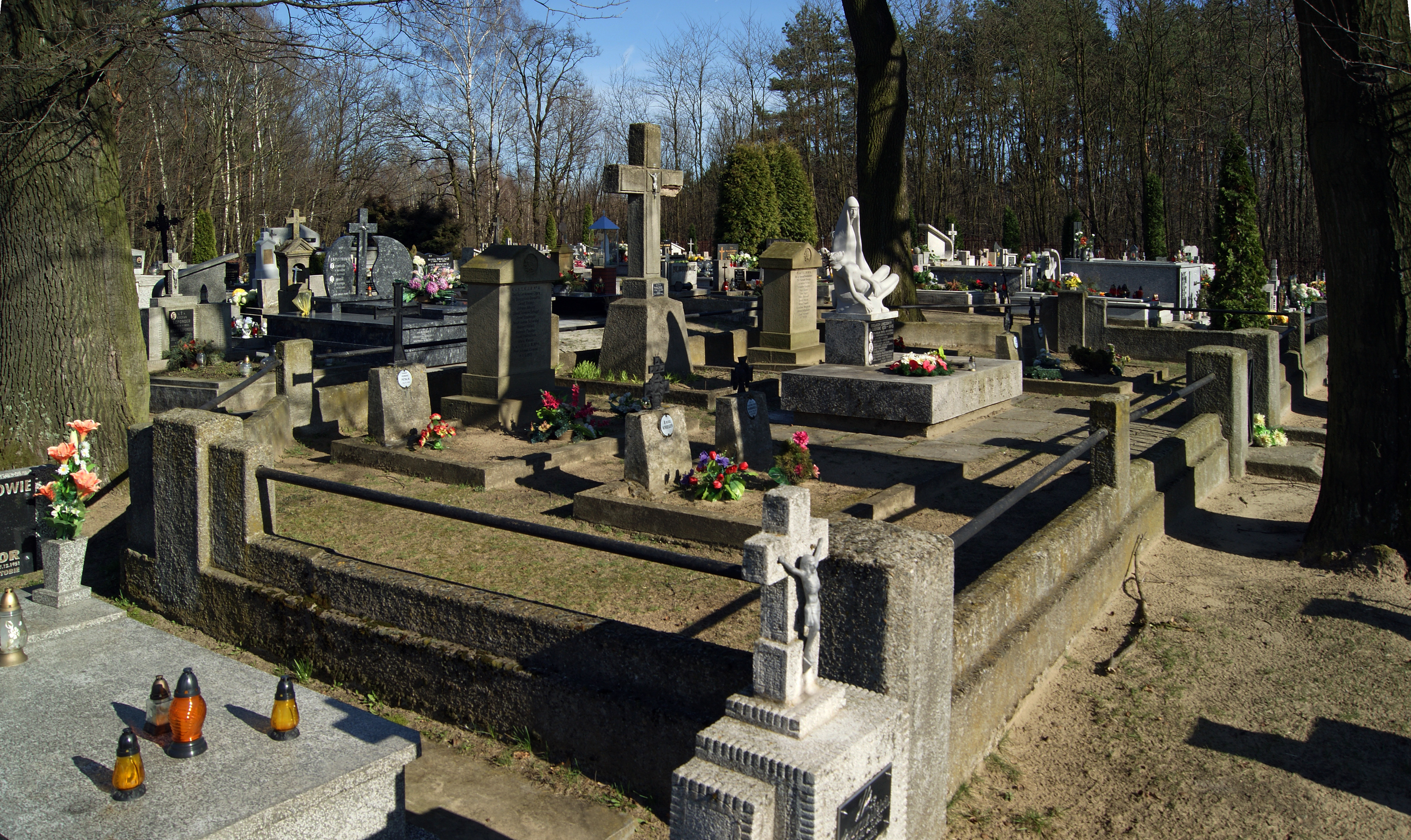
Cmentarz wojenny nr 206
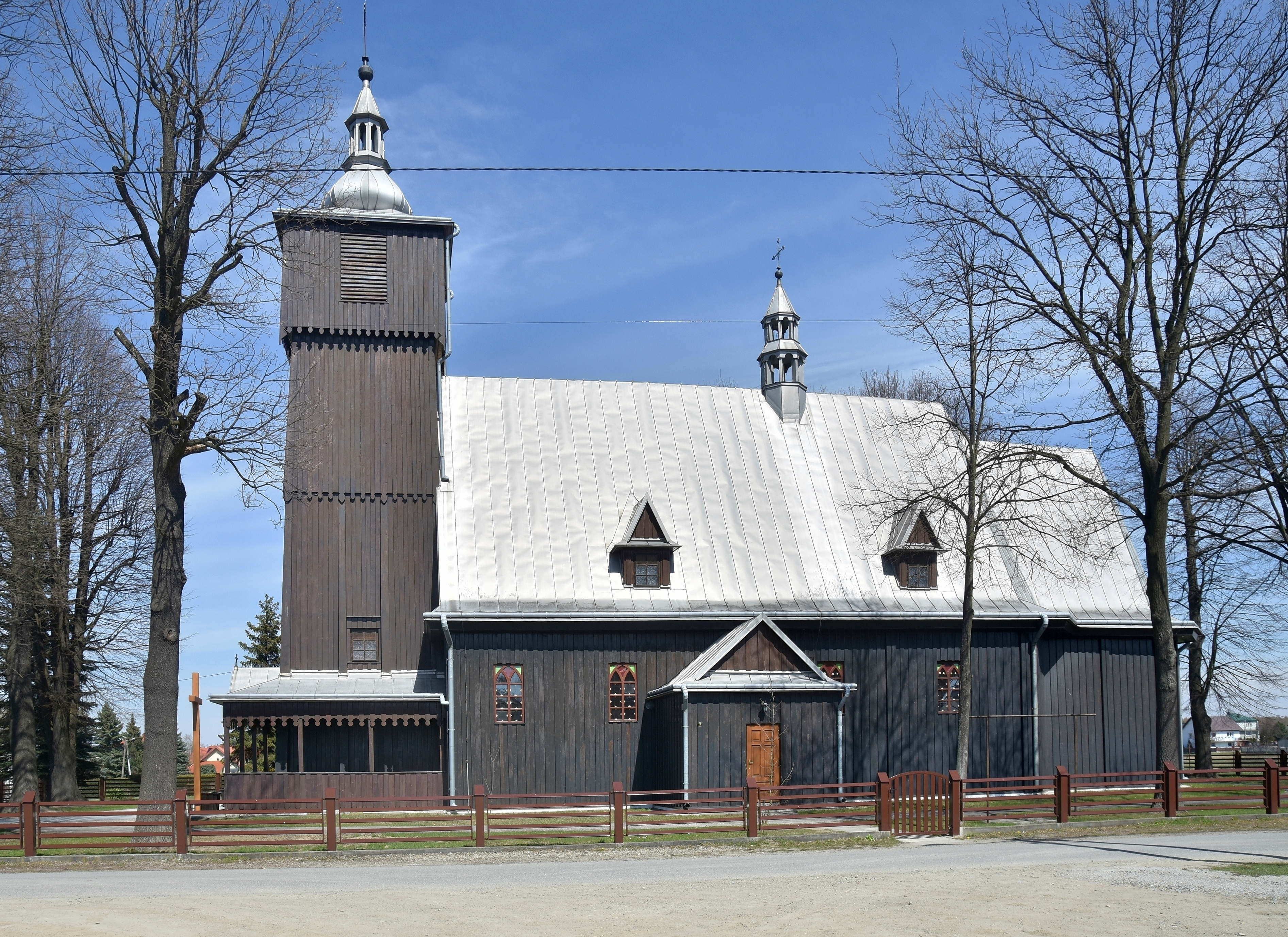
Kościół pw. św. Józefa
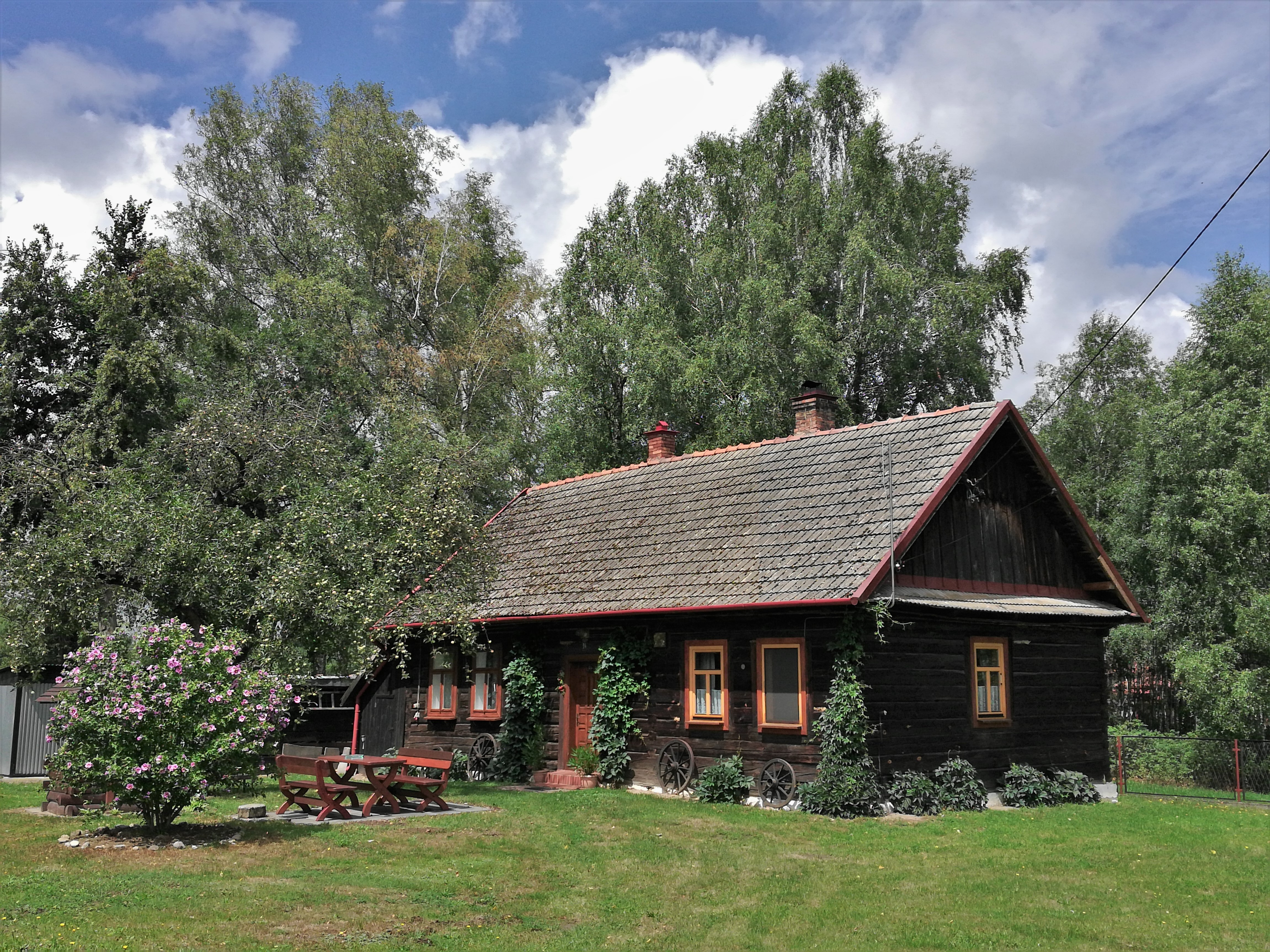
Drewniany dom opodal kościoła

## Oświata
We wsi działa Zespół Szkół Podstawowych.

## Sport
Miejscowy klub sportowy, KS Pogoria Pogórska Wola, ma męską drużynę piłkarską, występującą w lidze okręgowej.

## Osoby związane z miejscowością
Z Pogórskiej Woli pochodzi piłkarz Bartosz Kapustka.

## Przypisy

Półpanorama centrum wsi, 17 lipca 2018 r.